# Wiebelsaat
Die Wiebelsaat ist ein 4,7 km langer, rechter Nebenfluss der Volme im nordrhein-westfälischen Märkischen Kreis.

## Geographie

### Verlauf
Die Wiebelsaat entspringt etwa 400 m südöstlich von Lengelscheid an der Nordwestflanke des zum Ebbegebirge gehörenden Dahlbergs nahe dem Weiler Rosenburg auf einer Höhe von 514 m ü. NHN. Zunächst nach Nordwesten abfließend durchfließt der Bach Lengelscheid teilweise kanalisiert. Der Bach verlässt die Ortschaft am westlichen Ortsrand und wendet anschließend seinen Lauf in einem weiten Bogen nach Süden.
Sein Weg führt ihn an Neuhohlinden vorbei nach Singerbrink. Hier mündet linksseitig die Sichter. Weiter in südliche Richtungen fließend erreicht der Bach wenig später das gleichnamige Wiebelsaat, wo linksseitig die Sulenbecke einmündet. Hier wendet sich der Bach erneut nach Westen, durchfließt Neugrünental und mündet in Neuebrücke (Kierspe) auf 353 m ü. NHN in die Volme.
Bei einem Höhenunterschied von 161 m beträgt das mittlere Sohlgefälle 34,3 ‰. Das 6,754 km² große Einzugsgebiet wird über Volme, Ruhr und Rhein zur Nordsee entwässert.

### Nebenflüsse
Wichtigster Nebenfluss der Wiebelsaat ist die 2,6 km lange Sichter. Mit ihrem 2,647 km² großen Einzugsgebiet trägt sie zu 39 % zu dem der Wiebelsaat bei. Im Folgenden werden die weiteren Nebenflüsse genannt, wie sie im Gewässerverzeichnis NRW genannt werden.
| Name       | Stat. in km | Lage  | Länge in km | EZG in km² | Mündungshöhe in m ü. NHN | GKZ      |
| ---------- | ----------- | ----- | ----------- | ---------- | ------------------------ | -------- |
| N.N.       | 2,740       | links | 1,5         |            | 412                      | 27682 12 |
| Hülseke    | 1,831       | links | 0,7         |            | 401                      |          |
| Sichter    | 1,831       | links | 2,6         | 2,647      | 383                      | 27682 2  |
| Sulenbecke | 1,175       | links | 1,2         |            | 374                      | 27682 92 |

## Naturschutzgebiet Wiebelsaat
Bereiche der Wiebelsaat und der Flussaue nördlich vom Dorf und ein kleiner Bereich südwestlich vom Dorf liegen im Naturschutzgebiet Wiebelsaat.